# 出井の泉
出井の泉（でいのいずみ）は、東京都板橋区泉町24に所在する泉。現在全区間暗渠化されている出井川の最大の水源だった。

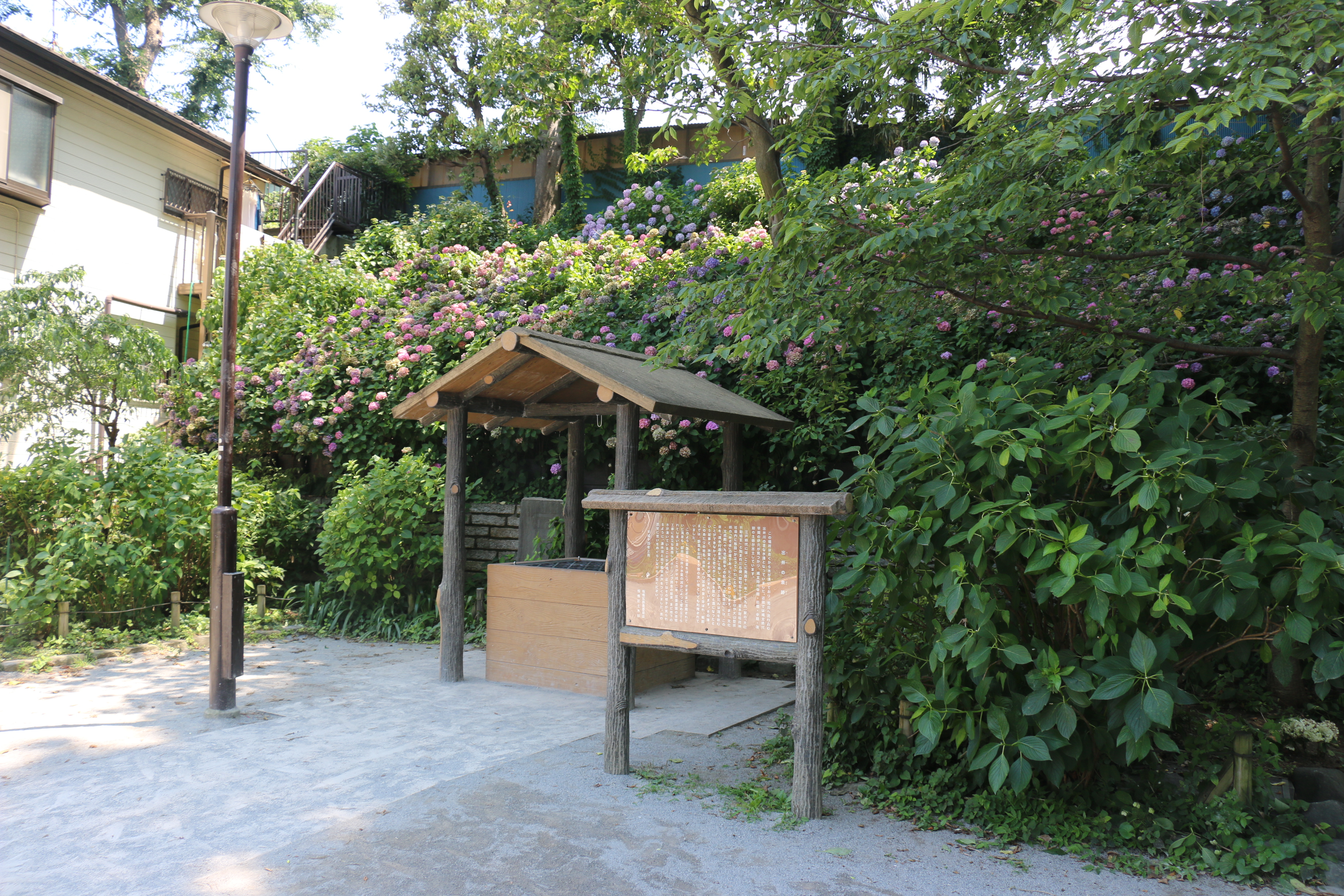
出井の泉跡

## 歴史
- 紀元前5世紀 - 出井の泉や出井川の周辺で人が住んでいた痕跡があるため、縄文時代には出井の泉は既に水が湧いており、そこから川が流れていたと思われる。
- 明治・大正・戦前 - 出井の泉の湧水を使い、この辺りで盛んだった練馬大根の早生（みの早生）産業で、農家が収穫した後、洗う時にこの湧水を使っていた。
- 戦後 - 都市化による湧出量の減少と水質悪化により、出井川と共に暗渠化された。
- 2001年頃 - 大規模改修により埋め立ての予定だったが、調査により水が湧いていることが確認。親水公園として整備された。

## 公園
正式名称は「出井の泉公園」。通称「清水公園」（しみずこうえん）、「出泉」（でいずみれ、「あじさい公園」である。整備改修前の旧称は「清水児童公園」。円形の公園であり、北から東は住宅に囲まれ、それ以外は斜面になっている。通称に「あじさい公園」とあるように、斜面にはあじさいが一面に植えられているため、梅雨には見事なあじさいの花がみられ､祭りも行われる。夏には湧水の井戸が開放される。玩具はシーソー、ブランコがある。